# Nykyrka församling, Strängnäs stift
Nykyrka församling var en församling i Strängnäs stift och i Nyköpings kommun i Södermanlands län.  Församlingen uppgick 1995 i Stigtomta församling.

## Administrativ historik
Församlingen har medeltida ursprung. 
Församlingen var till 1995 annexförsamling i pastoratet Stigtomta och Nykyrka som 1962 utökades med 
Halla församling och Bärbo församling och 1977 med Husby-Oppunda församling och Vrena församling. Församlingen uppgick 1995 i Stigtomta församling.

## Kyrkor
- Nykyrka kyrka